# This Is the Police
This Is the Police es un videojuego de estrategia de aventura desarrollado por Weappy Studio y publicado por Nordic Games y EuroVideo Medien. Fue lanzado el 2 de agosto de 2016 para Microsoft Windows, OS X y Linux, y más tarde fue lanzado para PlayStation 4 y Xbox One el 22 de marzo de 2017. En el juego, el jugador controla al protagonista del juego, Jack Boyd, que está siendo forzado en la jubilación anticipada por el alcalde corrupto. El juego tiene lugar en la ciudad ficticia de "Freeburg" a finales de 1980 durante el final de Boyd de 180 días en la fuerza. El juego recibió críticas mixtas.

## Jugabilidad

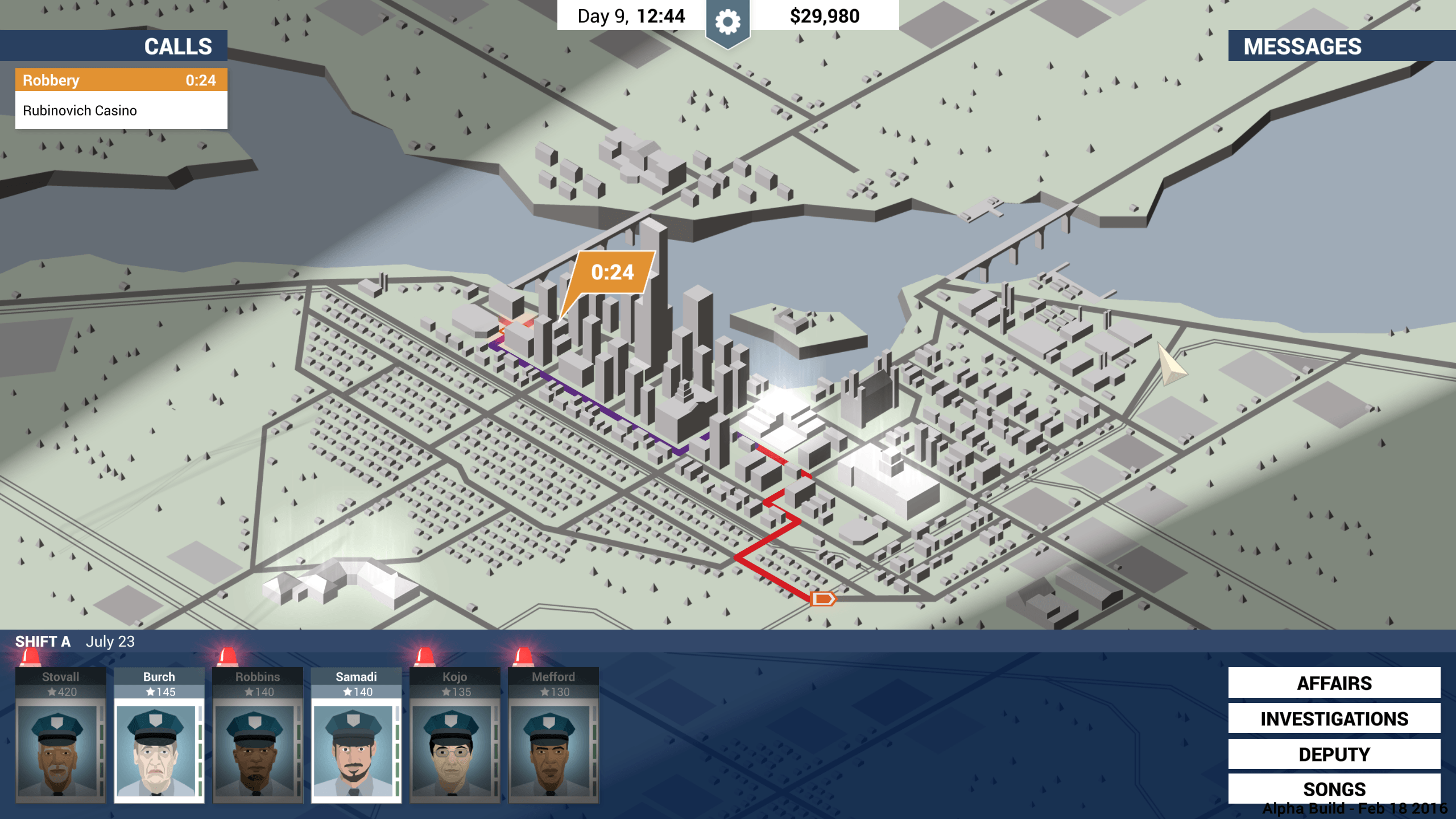
El mapa isométrico de Freeburg, que ayuda al jugador a resolver crímenes.

This Is the Police es un videojuego de administración en tiempo real donde el jugador controla al protagonista Jack Boyd, un jefe de policía en la ubicación del juego de Freeburg, que se retirará en 180 días. El juego se presenta a través de imágenes y textos en un mapa isométrico. El jugador tiene la misión de ganar $ 500,000 en sus últimos seis meses en la fuerza, a través de varias maneras que el jugador elige; una de las opciones incluyen el uso de la mafia local. La mafia puede pedirle al jugador que haga la vista gorda hacia algunos de los crímenes y ser recompensado con dinero, o si desea permanecer con vida. El jugador recibe llamadas y tienen la tarea de dar prioridad a ciertas cuando se trata de personal. Dependiendo de la gravedad de las llamadas, la cantidad de policía enviada varía. Si se trata de un caso de asalto, sólo dos policías tienen que ir, pero si es un robo a mano armada, diez pueden tener que ir. A medida que avanza el juego, el jugador puede enviar equipos SWAT y refuerzos. El jugador debe elaborar una estrategia sobre cuántos oficiales enviaron a cada crimen, porque si no hay oficiales de repuesto, algunos crímenes no pueden ser detenidos. El fracaso para detener los crímenes da como resultado que la escuadra del jugador y el pago se reduzcan. Más adelante durante el juego, los oficiales del departamento comenzarán a tomar partido entre las dos figuras políticas principales, el Alcalde Rogers y Robespierre. Las opiniones políticas de los oficiales del jugador son desconocidas a menos que hagan a una de ellas una rata, lo que aumenta la probabilidad de desconfianza y la muerte del oficial al atracar parte de su paga para recompensar a ese oficial por su información. El envío de escuadras de oficiales con diferentes opiniones políticas degrada la cohesión de la unidad, causando más fracasos a menos que se envíen a la escena del crimen grupos de oficiales con morales y valores similares. El juego también cuenta con la investigación de la delincuencia, donde se debe juntar lo ocurrido que conduce a un crimen y capturar al criminal. El final presenta un asalto al rival de su rival político e implica la colocación estratégica de unidades.

## Desarrollo y lanzamiento
Una página de Kickstarter para This Is the Police fue creada en enero de 2015. La meta inicial de $ 25,000 fue superada, con un total de $ 35,508 siendo aumentado.
Jon St. John, el actor de voz detrás de Duke Nukem, retrata a Jack Boyd, el protagonista del juego.
This Is the Police fue mostrado en la convención PAX East 2016. El juego estaba previsto para su lanzamiento el 28 de julio de 2016, pero se retrasó cinco días debido a un error de editor.

## Recepción
This Is the Police recibió "críticas mixtas o promedio" de acuerdo con el sitio web de agregador de la revisión Metacritic, basado en 25 críticas.
Los revisores elogiaron la trama y el diseño del juego. Alex Gilyadov (GameSpot) dijo que la trama era emocionante, así como elogiar el diseño del juego. Juan García (IGN) elogió la voz de Jon St. John actuando, los estilos visuales y dijo que tenía una buena trama. Caitlin Cooke elogió la mecánica de juego y el diseño del juego. Kate Gray (PC Gamer) dijo que el juego se ve y suena "magnífico".
A los revisores no les gustaba la repetición del juego y la narración. Jeff Cork (Game Informer) se encontró aburrido de ella a medio camino. Caitlin Cooke dijo que después de los primeros 20 días del juego, "se sentía arrastrada con poca dirección o pensamiento". Brent Ables (Kill Screen) mencionó que en el día 100, comenzó a perder de vista la meta del juego. Kate Gray dijo que el juego se hizo aburrido y aburrido después de las primeras dos horas de juego. A Juan García no le gustaba que el juego estuviera demasiado enfocado en la narrativa y cómo eso impactó el resto de la experiencia.
Edward Smith del International Business Times dijo que "This Is The Police" es simultáneamente un "rico videojuego y una pobre representación de su tema". Él observó cómo debido a las varias controversias que rodeaban a policía que sucedió alrededor de la fecha de lanzamiento, él creyó que el juego estaba limitado para ser criticado.